# Sender Freies Berlin

Il logo

La Sender Freies Berlin (SFB, in sigla) è stata, dalla sua fondazione il 12 novembre 1953 fino al 30 aprile 2003, la rete televisiva pubblica locale di Berlino, fino al 1990 solo per Berlino Ovest ed in seguito per l'intero Land, ed era affiliata ad ARD. Con effetto dal 1º maggio si è fusa con la ORB dando vita alla RBB. La sede principale era situata a Berlino nella Haus des Rundfunks.